# Ernst Bergmann (Philosoph)
Ernst Bergmann (* 7. August 1881 in Colditz; † 16. April 1945 in Naumburg) war ein deutscher Professor für Philosophie und Pädagogik sowie ein engagierter Nationalsozialist.

## Leben
Bergmann war der Sohn des evangelischen Pfarrers Ernst Albin Bergmann und der Schweizerin Marie Louise Linder. Er besuchte die Fürstenschule St. Afra in Meißen und machte sein Abitur am humanistischen Königlichen Gymnasium Dresden-Neustadt. Anschließend studierte er ab 1902 Philosophie und Philologie an der Universität Leipzig und der Humboldt-Universität zu Berlin. Die Promotion erfolgte 1905 mit einer Arbeit über Die ethischen Probleme in den Jugendschriften der Jungdeutschen 1833–35, die Habilitation 1911 mit der Arbeit über Die Begründung der deutschen Ästhetik durch A. G. Baumgarten und G. Fr. Meier. Im Anschluss lehrte als Privatdozent an der Universität Leipzig. Als Kriegsfreiwilliger nahm Bergmann am Ersten Weltkrieg teil. Bergmann stürzte 1916 bei einem Einsatz in der Militärfliegerschule Leipzig-Mockau ab und wurde als frontuntauglich aus der Armee entlassen. Daraufhin erhielt er 1916 eine Stelle als nicht beamteter außerplanmäßiger Professor an der Universität Leipzig, die er bis zu seinem Tod innehatte.
Bergmann heiratete 1917 Gertrud Landsberg (1894–1988), Aus der Ehe gingen zwei Söhne hervor. Die Ehe wurde 1925 geschieden. Die beiden Söhne blieben beim Vater. Im Jahr 1927 heiratete Bergmann in zweiter Ehe Louise Werner. Ihr einziges Kind (* 1928) starb bereits ein Jahr nach seiner Geburt. Spätestens seit dieser Zeit vermischte sich sein antidemokratisches Denken mit einer antichristlichen Grundhaltung, die sich auch in seinen Schriften äußerte. Bergmann trat bereits zum Juli 1930 in die NSDAP (Mitgliedsnummer 329.506) und am 1. Juli 1931 in den NSLB (Mitgliedsnummer 1.158) ein. Im Jahr 1932 trat er aus der evangelischen Kirche aus. Er bemühte sich um die Erneuerung der deutschen Religiosität durch Schaffung einer „Deutschen Religion“ im nationalsozialistischen Sinne. In der Ende Juli 1933 in Eisenach gegründeten „Arbeitsgemeinschaft Deutsche Glaubensbewegung“ wurde er Mitglied des Führerrates.
Zu Ehren seines an der Westfront gefallenen Sohnes verfasste Bergmann einen autobiographischen Nachruf, in dem er verschwieg, dass dieser „Halbjude“ war. Nach der Einnahme Leipzigs durch die Alliierten beging Bergmann vermutlich Suizid.

## Werk
Der junge Bergmann war stark von Nietzsche, speziell von dessen Immoralismus beeinflusst. Zu seinen frühen Publikationen gehört 1912/14 die Herausgabe der Werke des „französischen Nietzsche“ Jean-Marie Guyau in sechs Bänden. Zu dieser Zeit befasste er sich auch in einigen Arbeiten mit dem Werk eines anderen französischen Immoralisten, Julien Offray de La Mettrie.
1933 verfasste Bergmann eine von ihm so genannte Confessio Germanica (ein germanisches Bekenntnis), die er auch Deutschapostolikum nannte, als Ersatz für das  von ihm abgelehnte Apostolische Glaubensbekenntnis der Kirchen:
„Ich glaube an den Gott der Deutschreligion, der in der Natur, im hohen Menschengeist und in der Kraft seines Volkes wirkt. Und an den Nothelfer Krist, der um die Edelkeit der Menschenseele kämpft. Und an Deutschland, das Bildungsland der neuen Menschheit.“
Statt des Christentums forderte er die Rückkehr zu einer völkischen Mystik, die das jüdisch geprägte Christentum überwindet.
Die „rassehygienischen“ Vorstellungen Bergmanns gingen so weit, dass er „den Menschenkehricht der Großstädte beiseite schaufeln“ wollte und eine „Züchtungspolitik“ forderte, die zur „Verhütung degenerativen Lebens“ eine „Vernichtung sämtlicher Ballastexistenzen“ vornehmen sollte.
Die „nationalsozialistische Revolution“ betrachtete Bergmann als „das Wunder der Sammlung aller Besseren und Edleren unter den Fahnen Hitlers und ihr allmähliches zahlenmäßiges Übermächtigwerden über die männliche Faulbrut der Nation.“ Dies ermögliche eine „Reinigung des Volkskörpers von defekten Elementen“ und eine „Volksverjüngung durch Erbgesundheitspflege (Eugenik)“.
Seine Vorstellung der Rolle der Frau entsprach ebenfalls uneingeschränkt der nazistischen Ideologie (vgl. Frauen im Nationalsozialismus). Die 24. These aus „Die 25 Thesen der Deutschreligion“ lautet: „Die Mutter mit dem Kinde ist das wahrste, lieblichste, heiligste und beglückendste aller Symbole der Welt und des Lebens. Die Muttergestalt ist die religiöse Urgestalt, von der selbst die Gottvatergestalt ihren Glanz borgt. In der Deutschkirche darf neben der männlichen Lichtheldengestalt das teure und traute Bild der allerseligsten Mutter nicht fehlen, wenn sie eine nach lebensgesetzlichen Grundsätzen errichtete Volkskirche sein will“.
Zwei seiner Bücher (Deutsche Nationalkirche 1934 und Die natürliche Geistlehre. Eine deutsch-nordische Weltsinndeutung 1937) wurden zusammen mit Alfred Rosenbergs Der Mythus des 20. Jahrhunderts per Dekret der Glaubenskongregation 1933 bzw. 1937 auf den Index der verbotenen Bücher gesetzt. Das Buch Erkenntnisgeist und Muttergeist provozierte Angriffe von allen Seiten, auch im eigenen Lager.
Zahlreiche von Bergmanns Schriften wurden nach Kriegsende in der Sowjetischen Besatzungszone und auch noch teilweise in der Deutschen Demokratischen Republik auf die Liste der auszusondernden Literatur gesetzt.

## Schriften
Vollständige Bibliographie. In: Jahrbuch zur Konservativen Revolution. Köln: Verlag Anneliese Thomas, ISBN 3-928415-15-8, S. 341–358